# Teatro città di Legnano
Il Teatro città di Legnano è un teatro di Legnano, comune della città metropolitana di Milano, in Lombardia. È intitolato a Talisio Tirinnanzi, cittadino benemerito di Legnano. 

## Storia
I lavori di edificazione del complesso edilizio che ospita il teatro durarono dal 1928 e il 1929. Il progetto fu di Ettore Allemandi, mentre l'inaugurazione avvenne nel 1929, nell'occasione della quale l'edificio prese il nome di "Cinema Teatro Legnano". L'edificio continuò a essere utilizzato come teatro e cinema fino al 2002, quando chiuse i battenti. 
Nel 2011 la famiglia Tirinnanzi, proprietaria dell'immobile, donò il teatro al comune di Legnano, che provvide a realizzare i lavori di ristrutturazione e ammodernamento della struttura. Il teatro è stato poi inaugurato il 31 marzo 2016.

## Caratteristiche
Il teatro può ospitare 586 spettatori tra la platea e la galleria.

## Galleria d'immagini

Il Teatro città di Legnano nel 1935
Interni del Teatro città di Legnano nel 1935
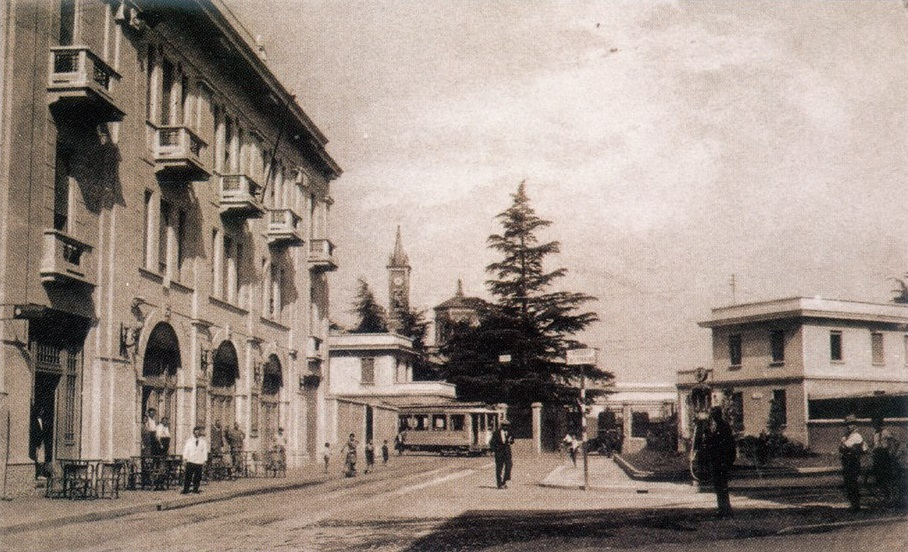
Piazza IV Novembre e, sulla sinistra, il Teatro città di Legnano nel 1930. Al centro, sullo sfondo, poco a destra del pino, si vede l'ingresso principale del Cotonificio Cantoni